# Bax (vasúti személykocsi)

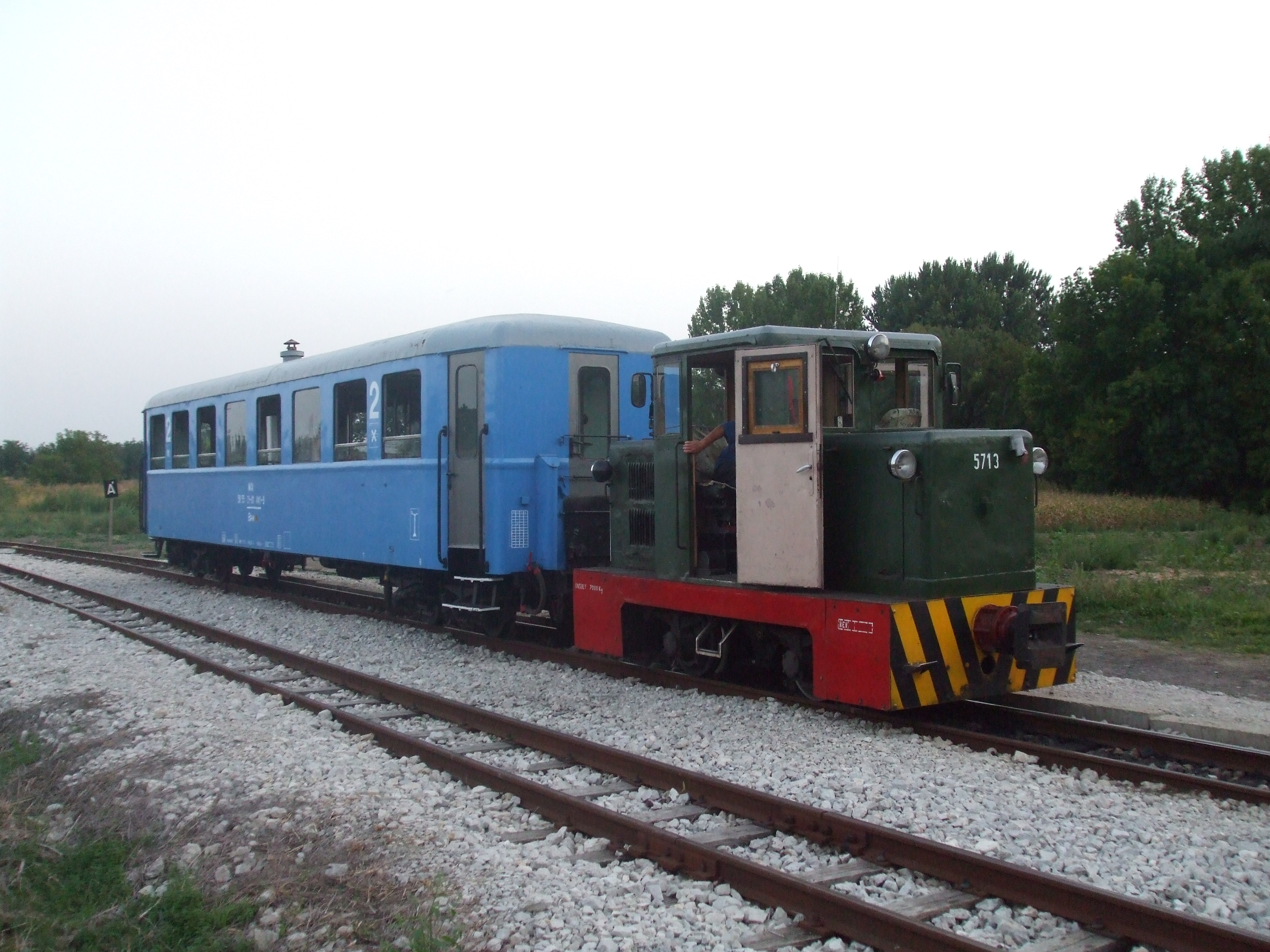
Balatonfenyves Bax kocsival

A Bax (korábban: Cax, MÁV-nál: Ba-w) egy a MÁV debreceni járműjavítóban gyártott keskeny nyomközű személykocsi típus. Ennek a megnövelt poggyászteres változata a BDa-w (Korábban: BDax) Létezik  nyitott peronos és teljesen zárt változat is.
Ez a típus Magyarország szinte összes kisvasútján megtalálható. Az olyan vasutaknál, amit egykoron a MÁV üzemeltetett / ma is ő üzemelteti, a személykocsipark jelentős részét ez a típus teszi ki (Pl: Zsuzsi Vasút), de néhány darab megtalálható olyan vonalakon is, mint a Lillafüredi, melyet az Erdészet üzemeltet.

## Adatok
| Bax 200-as sorozat     |                   |
| Tengelyek száma        | 4                 |
| Hossz (ütközők nélkül) | 14 300 mm         |
| Szélső tengelytávolság | 10 900 mm         |
| Forgócsap-távolság     | 9400 mm           |
| Legnagyobb magasság    | 3200 mm           |
| Legnagyobb szélesség   | 2400 mm           |
| Saját tömeg            | 15 t              |
| ülőhelyek száma        | 50−54             |
| fűtés                  | Fatüzelésű kályha |

### Fékek
Knorr önműködő és közvetlen működésű légfékkel valamint kézifékekkel is rendelkezik.

### Ütköző- és vonókészülék
Ezek a járművek szabványos kisvasúti központi ütköző- és vonókészülékkel vannak ellátva.

### Utastér
A járműben 50 db fapados ülőhely található. Az ülések fölött van csomagtartó, ahova bőröndöket is fel lehet tenni. Az utastér a legtöbb kocsiban ketté van választva, de néhol (Pl: LÁEV) ezt elbontották.

## Előfordulása
| Hely                            | Altípus                 | Megjegyzés                                                                     |
| ------------------------------- | ----------------------- | ------------------------------------------------------------------------------ |
| Nyírvidéki Kisvasút             | Bax 200, 300, 400, BDax |                                                                                |
| Gemenci Állami Erdei Vasút      | Bax 200                 |                                                                                |
| Kecskeméti Kisvasút             | Bax 200, 300, 500, BDax |                                                                                |
| Szilvásváradi Erdei Vasút       | Bax 200, 500            |                                                                                |
| Mátravasút                      | Bax 200, 300, 500       |                                                                                |
| Gyermekvasút                    | Bax 200, BDax           | Az összes különleges, helyileg átalakított kocsi                               |
| Csömödéri Állami Erdei Vasút    | Bax 200, 400            |                                                                                |
| Lillafüredi Állami Erdei Vasút  | Bax 200                 | Használtan átvéve a gyerekvasúttól( az Ab amot-2 és 5 mellékkocsiáért cserébe) |
| Balatonfenyvesi Gazdasági Vasút | Bax 200, 300, BDax      |                                                                                |
| Királyréti Erdei Vasút          | Bax 300, 500            |                                                                                |
| Zsuzsi Erdei Vasút              | Bax 300, 400, 500       | Régi CAX-521, 2021-ben 55 55 24-51 521-3 pályaszámon                           |
| Feketebalog (SK)                | Bax 500, BDax           |                                                                                |
| Stainz(A)                       | BDax                    |                                                                                |

## Képek

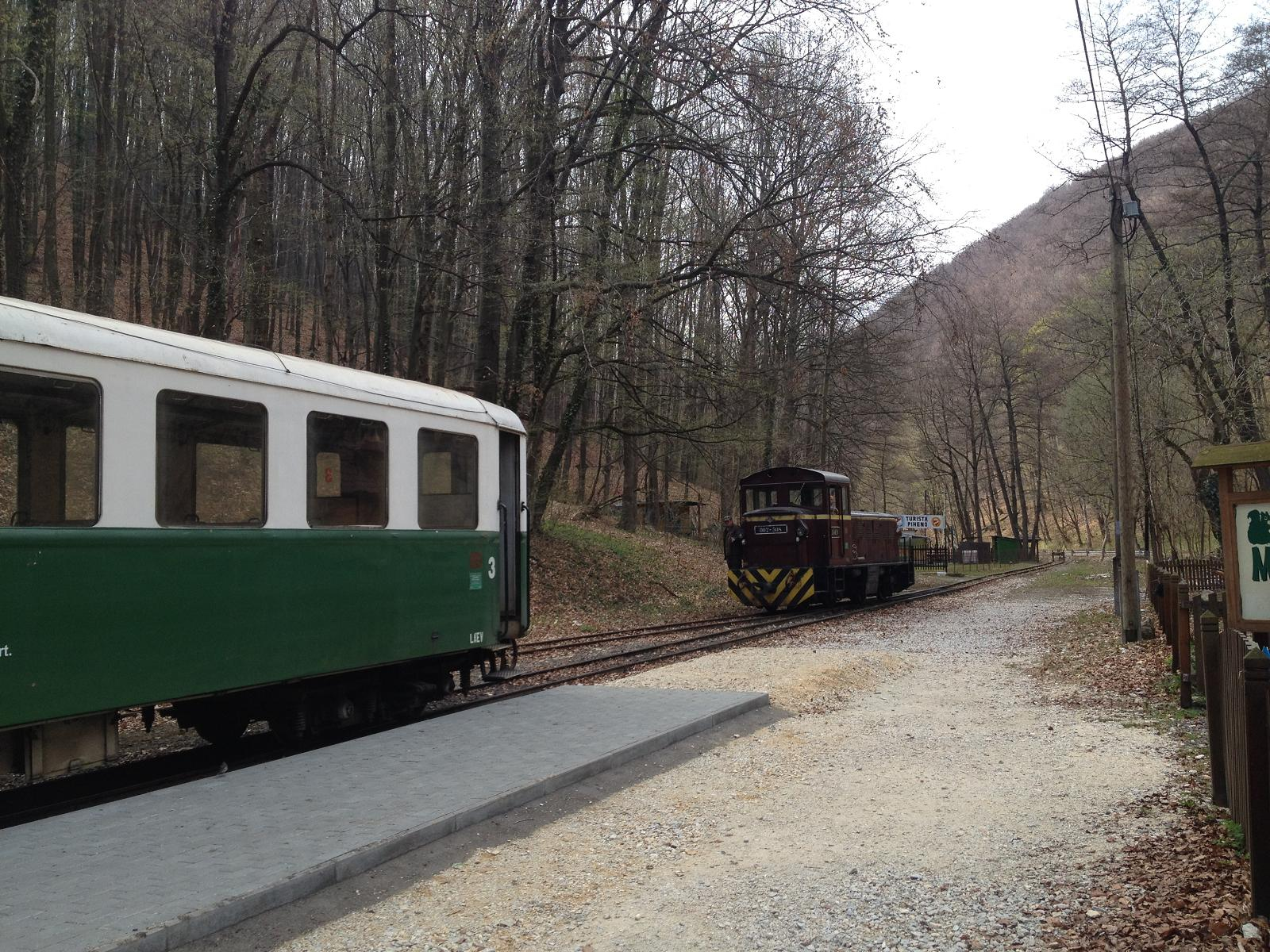
Bax kocsi Lillafüreden
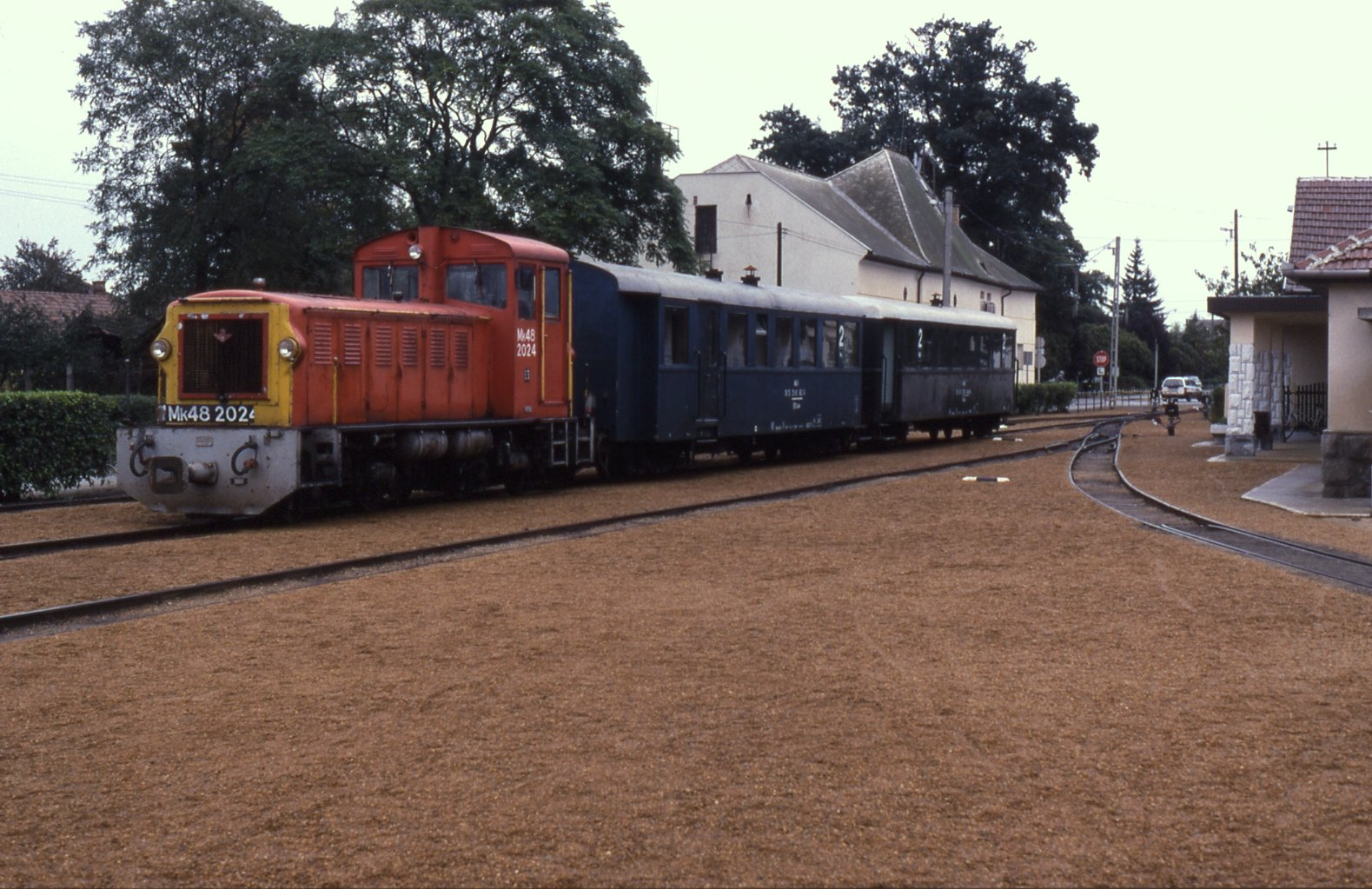
BDaw és Bax kocsik a Nyírvidéki Kisvasúton
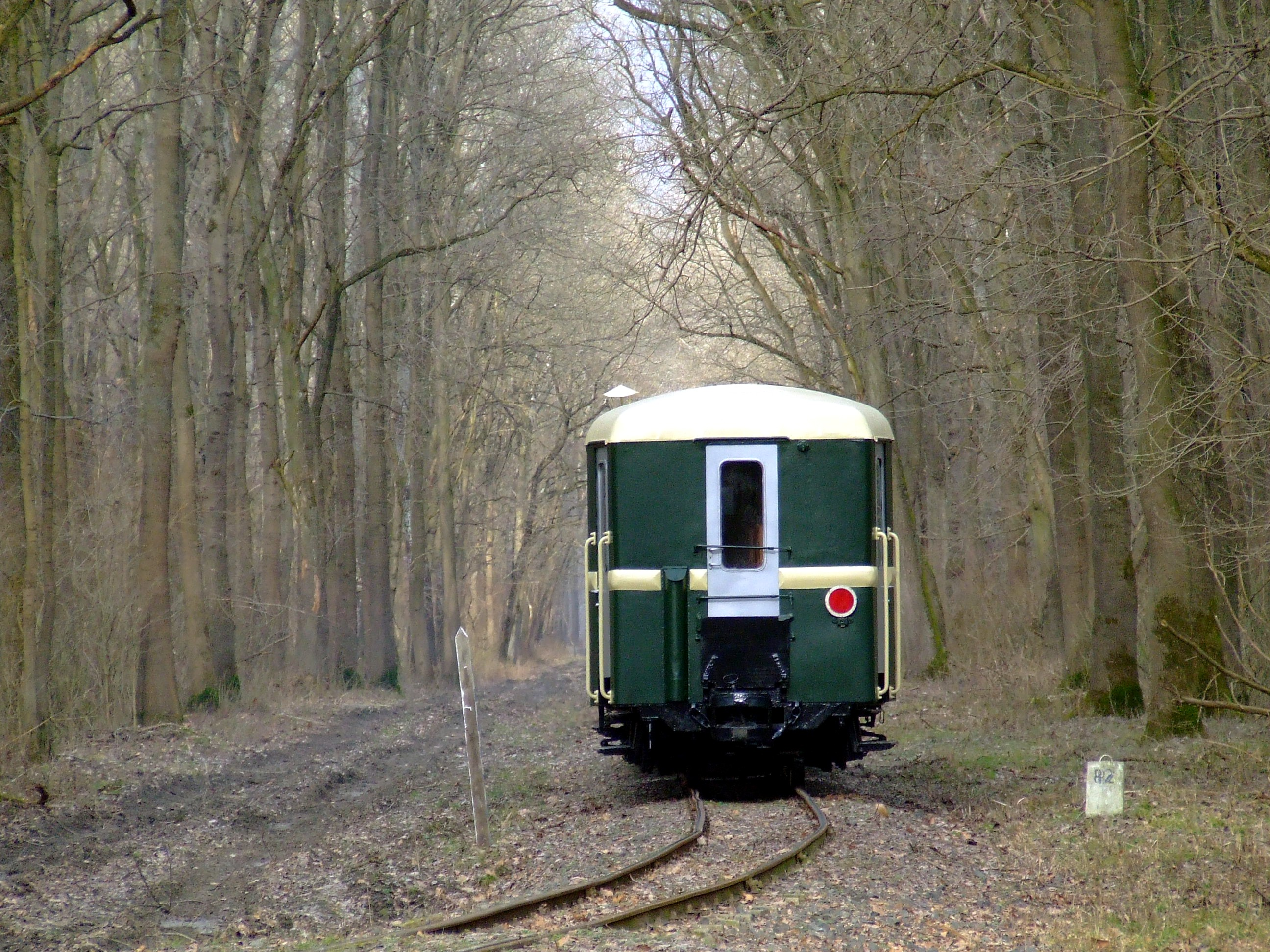
Gemenci Kisvasút
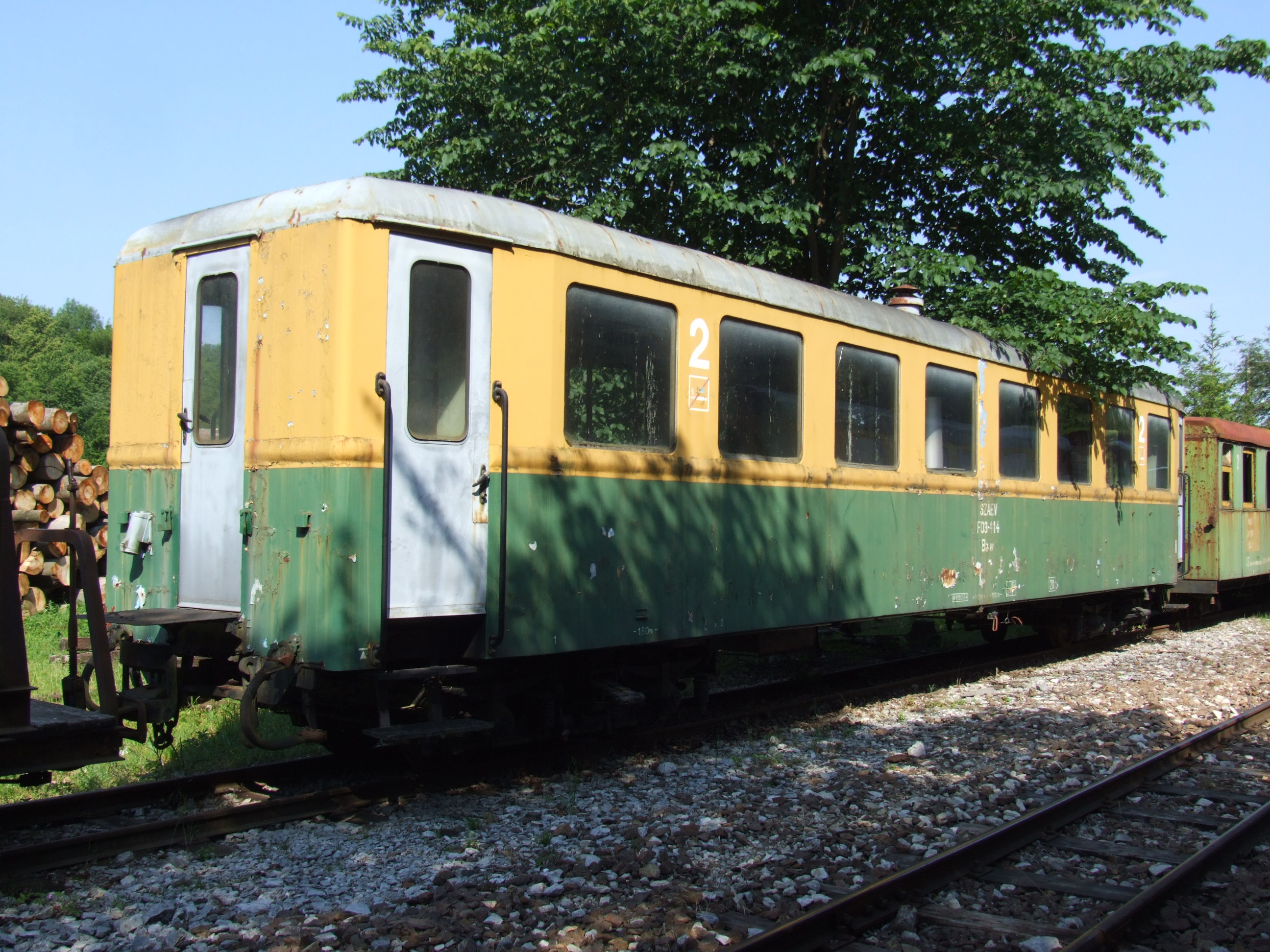
Bax kocsi Szilvásváradon
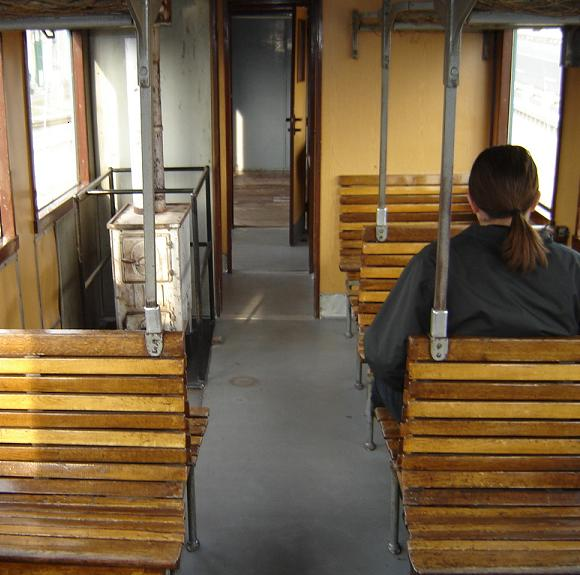
Egy BDaw kocsi utastere